# Parallelia curvata
Parallelia curvata är en fjärilsart som beskrevs av John Henry Leech 1889. Parallelia curvata ingår i släktet Parallelia och familjen nattflyn. Inga underarter finns listade i Catalogue of Life.